# ARTIUM
ARTIUM o Centre-Museu Basc d'Art Contemporani és una institució museística (inaugurada el 26 d'abril de 2002) amb seu a Vitòria (Àlaba) que compta amb una important i ampla col·lecció d'art modern i contemporani. Encara que la seva trajectòria com museu és encara curta, les seves col·leccions són d'inusual riquesa gràcies a una labor de selecció que es remunta als anys 70. Produeix exposicions temporals pròpies o realitzades en col·laboració amb altres museus espanyols i europeus de prestigi i organitza activitats educatives i d'acció cultural.

## L'edifici
Obra de l'arquitecte José Luis Catón, s'organitza al voltant i per sota d'una àmplia plaça trapezoïdal limitada pels carrers França, La Paloma, L'Esperança i Prudencio María Verástegui, un espai que anteriorment ocupava la vella estació d'autobusos de la ciutat. Com en un celler, bona part dels seus espais es troben sota el nivell de carrer. A l'oest, en un gran cub de formigó blanc hi ha l'accés principal al Centre-Museu, i a alguns espais i serveis complementaris: el vestíbul principal, l'Auditori, la Sala Plaça, el restaurant Cube ARTIUM i la guixeta i la consigna, entre d'altres.
Al vestíbul principal comparteixen protagonisme el gran Mural ceràmicde Joan Miró i Llorens Artigas, i la monumental escultura Un Tros de Cel Cristal·litzat, de Javier Pérez. Un descens de set metres sota el nivell del sòl condueix a l'avantsala del Centre-Museu, el lloc des d'on s'accedeix a les sales d'exposicions. L'artista vitoriana Anabel Quincoces va incorporar a aquest espai el 2007 amb caràcter permanent l'obra Water Flames (flowing), un conjunt escultòric de peces de vidre bufat. A dreta i esquerra de l'avantsala es distribueixen els accessos a la Sala Sud i la Sala Nord, que s'estenen sota la plaça i comuniquen amb altres dues sales d'exposició, l'Est Baixa i l'Est Alta, amb els quals formen una mena de "U".
Sobre les Sales Est Baixa i Est Alta s'aixeca, de nou a la superfície, l'edifici de granit gris que tanca el trapezi de la plaça i que conté els espais per a tallers didàctics i per al Taller d'imatge, la Biblioteca i Centre de Documentació, així com els serveis administratius del museu.

## Història
El museu va sorgir de la col·laboració de la Diputació Foral d'Àlaba (propietària de la major part dels fons que integren la col·lecció permanent i titular de l'edifici) amb el Govern Basc, el Ministeri de Cultura Espanyol i l'Ajuntament de Vitòria.
La seva inauguració va tenir lloc el 26 d'abril de 2002. Prèviament, el febrer de 2001, es va constituir la Fundació ARTIUM d'Àlaba, a fi de dirigir i gestionar el futur Centre-Museu Basc d'Art Contemporani. El seu patronat està constituït per les institucions públiques que van participar en la construcció i posada en marxa d'RTIUM i les entitats privades que, participant en el Programa de Membres Corporatius de la Fundació, adquireixen la condició de patrons privats. Fora d'aquest esquema funciona el Programa de Membres Associats, orientat a aquelles persones que volen vincular-se a l'ARTIUM amb una participació especial en les seves ofertes d'activitats. L'ARTIUM d'Àlaba constitueix un dels principals museus d'art contemporani de l'estat espanyol i un dels actius fonamentals del panorama artístic ibèric.

## Col·lecció Permanent
En total, la col·lecció es compon de prop de 3.000 peces de pintura, escultura, gravat, dibuix, fotografia, vídeo i instal·lacions.
El nucli principal de la Col·lecció Permanent el constitueix el fons col·leccionat per la Diputació Foral d'Àlaba, encara que al llarg dels darrers anys s'han produït ingressos d'obres notables i nombroses procedents de dipòsits i donacions realitzades per col·leccionistes privats i institucions públiques. Les adquisicions aprovades per la Fundació ARTIUM es fan sota un triple criteri:
- Obres pertanyents a les avantguardes històriques anteriors a 1939.
- Peces de les dècades compreses entre 1940 i 1990, incloent obres d'artistes de la península que encara no figurin a la Col·lecció, així com segones, terceres o quartes obres corresponents a diferents èpoques d'artistes que ja estan representats en els fons del museu.
- Obres pertanyents a la creació més actual, tant de creadors joves de diversos orígens amb una incipient trajectòria o nous noms en el panorama de l'art contemporani.

La seva col·lecció compta amb obres dels artistes (per ordre alfabètic): 
Ana Laura Aláez, Txomin Badiola, Miquel Barceló, Joseph Beuys, Joan Brossa, Rafael Canogar, Juan Francisco Casas, Jacobo Castellano, Jake & Dinos Chapman, Eduardo Chillida, Salvador Dalí ("Retrato de la Sra. Fagen"), Oscar Domínguez, Equipo Crónica, Alberto García-Alix, Luis Gordillo, Eva Lootz, Manolo Millares, Joan Miró, Juan Muñoz, Jorge Oteiza, Pablo Palazuelo, Guillermo Pérez Villalta ("El baño"), Pablo Picasso ("Mosquetero con pipa"), Antonio Saura, José Mª Sicilia, Antoni Tàpies, Darío Urzay, Juan Uslé i Darío Villalba, entre molts d'altres.
Tot això es materialitza en les diferents exposicions en què ARTIUM mostra la seva Col·lecció Permanent, seguint traçats argumentals variables. L'exposició es modifica aproximadament cada any, per tal de mostrar diferents obres dels seus fons i, d'altra banda, posar de manifest les possibilitats narratives de l'art del segle xx. Els fons propis del Centre-Museu s'integren en ocasions altres exposicions per a la seva exhibició dins o fora d'ARTIUM.

## Exposicions temporals
L'ARTIUM produeix a més Exposicions Temporals, en la seva major part inèdites, pròpies o realitzades en col·laboració amb altres museus de prestigi. Juntament amb les exposicions, l'ARTIUM ofereix una variada mostra d'Activitats educatives i culturals que contextualitzen les mostres temporals, alhora que difonen altres manifestacions artístiques relacionades amb la creació contemporània. Cicles de cinema, conferències, seminaris, taules rodones, programes educatius específics o actuacions de dansa i música contemporània són algunes de les propostes del Centre-Museu.

## Serveis
La Biblioteca i Centre de Documentació de l'ARTIUM, especialitzada en art modern i contemporani, és de lliure accés i està dirigida no només als investigadors sinó a usuaris interessats en aquesta àrea de la creació artística. Els seus fons estan formats per 20.000 volums entre monografies, catàlegs d'exposicions, revistes, vídeos, cartells i fulletons. A més, la Biblioteca i Centre de Documentació programa periòdicament activitats complementàries que contribueixen a la difusió dels fons bibliogràfics relacionats amb el cinema, el vídeo o la música. El Taller de Noves Tecnologies destina els seus equips i instal·lacions a la impartició de cursos de formació i activitats didàctiques.
El Museu també disposa d'una Botiga-Llibreria on es poden adquirir els catàlegs de les exposicions temporals, altres publicacions especialitzades, així com una àmplia oferta d'articles de disseny i regal. Les instal·lacions es completen de cara al públic amb el Restaurant-Cafeteria Cube ARTIUM.